# Tabraiz Shamsi
Tabraiz Shamsi (nacido el 18 de febrero de 1990) es un jugador de críquet sudafricano. Es batsaman de la mano derecha y es conocido por sus bolos giratorios poco ortodoxos con el brazo izquierdo. En abril de 2019, Shamzi fue incluido en el equipo de 15 hombres de Sudáfrica para la Copa Mundial de Cricket de 2019. En marzo de 2021, encabezó la clasificación ICC Twenty20 para jugadores de bolos por primera vez en su carrera luego de su impresionante actuación en la serie de 3 partidos Twenty20 contra Pakistán en Pakistán, recogiendo 6 terrenos.

## Primeros años y carrera
Shamsi inicialmente jugó como jugador de bolos de primera línea en las competencias de cricket de la escuela cuando estaba en la escuela secundaria.
Shamsi fue el líder en tomadores de terrenos para los Patriots de San Cristóbal y Nieves en la Liga Premier del Caribe T20 en 2015. El 7 de junio de 2016, Shamsi hizo su debut en One Day International con Sudáfrica contra Australia. El 24 de noviembre de 2016, hizo su debut en Test Cricket contra Australia. El 21 de junio de 2017, Shamsi hizo su debut en Twenty20 contra Inglaterra. El 3 de julio de 2021, fue declarado el premio hombre de la serie en Twenty20 contra Indias Occidentales.

## Premios
- Premio al jugador de críquet del año Twenty20 masculino en 2021.[12]